# Bobby Brown (chanteur)
Pour les articles homonymes, voir Bobby Brown et Brown.
Robert Barisford Brown dit Bobby Brown, né le 5 février 1969 à Boston, est un chanteur, compositeur, producteur et acteur américain. 
Interprète de plusieurs tubes à la fin des années 1980, il a également composé et chanté le thème phare du film SOS Fantômes 2 (1989) intitulé On Our Own. Il est surtout connu pour son mariage tumultueux avec Whitney Houston de 1992 à 2006.

## Biographie
Dès son enfance, Bobby Brown reçoit un diagnostic de TDA/H, et un autre diagnostic de trouble bipolaire alors qu'il avait 32 ans.
Bobby Brown connut le succès dès 1983 avec le groupe New Edition et a développé son style dans le new jack swing. Son album sorti en 1988, Don't Be Cruel, fut son plus grand succès, certifié sept fois disque de platine et attesté comme l'album le plus vendu de l'année 1989[réf. nécessaire].
Depuis 2008, il fait partie du groupe Heads of State avec Ralph Tresvant et Johnny Gill.
Il est surtout célèbre pour avoir été le mari de Whitney Houston avec laquelle il partagea plusieurs addictions (alcool et drogue). Il s'ensuivit une série de scandales médiatiques de 1992 à 2006, un divorce prononcé le 24 avril 2007. Avant sa rencontre avec la chanteuse, il était déjà le père de trois enfants de deux femmes différentes : un garçon né en juin 1986 avec Melika Williams et une fille et un garçon avec Kim Ward.
Bobbi Kristina Brown, née le 4 mars 1993 de son union avec Whitney Houston est morte le 26 juillet 2015.
Le 18 juin 2012 à Honolulu, il épouse sa compagne Alicia Etheredge. Ensemble ils ont trois enfants : un garçon né en 2009 et deux filles nées en juillet 2015 et juillet 2016.

## Discographie
- 1987 : King of Stage, (MCA)
- 1988 : Don't Be Cruel, (MCA)
- 1990 : Dance!...Ya Know It!, (MCA)
- 1991 : Bobby Brown - His Prerogative, (vidéo) (MCA)
- 1992 : Bobby, (MCA)
- 1993 : B. Brown Posse, (MCA)
- 1993 : Remixes N the Key of B, (MCA)
- 1997 : Forever, (MCA)
- 2000 : Greatest Hits, (MCA)
- 2005 : The Millennium Collection: The Best of Bobby Brown, (Geffen Records)
- 2006 : The Definitive Collection (Geffen Records)
- 2012 : The Masterpiece

### Featuring
- Bell Biv DeVoe - WBBD-Bootcity! The Remix Album
- Ghostbusters 2 (OST) - On Our Own, - We're Back
- Keith Martin - It's Long Overdue
- Glenn Medeiros & Bobby Brown - She Ain't Worth It
- My Prerogative Remixes Joe T. Vannelli (1995)
- Soul Train 25th Anniversary Hall of Fame (Various Artists)
- Alasdair Fraser - Portrait of a Scottish Fiddler
- Shaquille O'Neal - You Can't Stop the Reign
- Panther (OST)
- Smoothe Sylk - Smoothe Sylk
- Ja Rule - Last Tempation
- Whitney Houston - My Love
- Whitney Houston - Something in Common

### Producteurs
Babyface, Paul Jackson Jr., Michael Lovesmith, Larry Blackmon, Louis Silas, Jr., Gene Griffin, Kevin Kendrick, John Luongo, Khris Kellow, John Luongo, Dave Ogrin, Melvin Wells, Larry White, Bobby Brown, Gordon Jones, L.A. Reid, Teddy Riley, Daryl Simmons, Robert Brookins, Dennis Austin, Derek Allen, Tommy Brown, BeBe Winans, Thomas Taliaferro, Demetrius Shipp, Huston Singletary, Cedric Caldwell, Whitney Houston, Jermaine Dupri.

## Filmographie
- 1984 : Be Somebody or Be Somebody's Fool! (en) (vidéo) : New Edition
- 1989 : SOS Fantômes 2 (Ghostbusters II)  d'Ivan Reitman : Mayor's Doorman
- 1990 : Mother Goose Rock 'n' Rhyme (en) (TV) : Three Blind Mice
- 1995 : Panther de Mario Van Peebles : Rose
- 1996 : A Thin Line Between Love and Hate (en) de Martin Lawrence : Tee
- 2001 : L'amour n'est qu'un jeu (Two Can Play That Game) de Mark Brown : Michael
- 2002 : Go for Broke (en) de Jean-Claude La Marre (en) : Jive
- 2003 : Gang of Roses (en) de Jean-Claude La Marre (en): Left Eye Watkins
- 2004 : Nora's Hair Salon (en) de Jerry LaMothe : Bennie
- 2013 : Real Husbands of Hollywood de Kevin Hart : lui-même